# 일본 신화
일본 신화(일본어: 日本神話)는 일본의 주류 민족인 야마토 민족에 의해 구전 또는 글로써 전승된 신화를 총칭하는 말이다. 현대 일본 신화로서 전승되는 것의 대부분이 고사기, 일본서기와 일본 각 지방의 신앙에 관해 서술한 풍토기에 기술된 것 :54:411 즉 다카마가하라(高天原)의 신들을 중심으로 하는 신화가 대부분을 차지하지만:411, 그에 대해 상세히 기술한 문헌은 많지 않다.
다른 여러 나라의 신화들처럼 일본에 전승되는 각종 신화와 전설도 지역에 따라 천차만별인데, 이에 대해 일본의 사학자인 우에다 마사아키는 일본 각지에는 각각의 형태를 가진 여러 신앙이나 전설이 있었고 이즈모 신화는 그러한 각지 신화들의 대표였지만 야마토 정권 이후 구니쓰 신 또는 봉신(奉神, 일본어: 奉ろわぬ神 다테마쓰로와누가미[*])과 같은 형태로 바뀌었다가 나중에 다카마가하라 신화가 정설이 되어 합쳐졌다는 의견을 제시하였다.:411~412 한편 야마토 민족과 근세까지 큰 교류가 없었던 아이누 민족이나 류큐 민족에게는 독자적인 신화가 존재한다.
중세엔 다이헤이키 등의 군인 문학, 고대 와카와 거기에 주석을 붙인 해석본, 각종 절들이 생겨난 것에 관한 기원 등에 관해 니혼쇼키에 기록된 내용에 의존하면서 그 내용은 큰 차이가 있음을 인정하는 이른바 중세 신화가 발달하였다. 중세 신화 속에서는 본지 수적설(本地垂跡說)에 의거하여 고지키와 니혼쇼키의 신들이 부처 등 불교에서의 신성한 존재들과 동일시되거나 대등한 관계로 다루어져 있다. 또 고지키와 니혼쇼키에서는 볼 수 없는 신격화나 신물(神物)이 등장하거나, 지방 신화와 민담, 예능 문화로부터 받아들여진 요소가 신화 안에 혼재하게 되었다. 그러나 다수에 의해 정통 문헌으로 인정받은 문헌이 전무하였기 때문에 지방에 따라서는 다양하게 각색되기도 하여 현재는 주로 일본 국내에서 '국문학'적인 연구가 이루어지고 있을 뿐이다. 근세에 이세노쿠니의 모토오리 노리나가가 고지키에 대해서 본격적 증명을 목표로 명저 '고지키덴'을 저술하여 니혼쇼키 중심의 신화가 변하고, 고지키를 중심으로 신화를 해석하는 것이 주축이 되어 오늘날 일본 신화 연구의 흐름이 되고 있다. 이외, 기독교와 에도 막부 말기에 창설된 덴리교의 교설도 일본 신화의 영향을 받았다.
이 문서의 내용은 일본 신화의 주축으로 인정받고 있는 기기신화(記記神話, 고사기와 일본서기에 서술된 주 신화)에 대한 것이다.

## 흐름
이 문단에서는 일본 신화의 주된 흐름을 서술한다.

### 창세
세계의 처음에 다카마가하라에서 고토아마쓰카미, 가미요 나나요라는 신이 태어났고, 후에 이자나기와 이자나미가 태어났다.:56:12~16

### 이자나기와 이자나미
이자나기, 이자나미는 아시하라나카쓰쿠니에 강림해 결혼하여 일본 열도를 형성하는 오야시마(大八洲)를 만들었고, 다양한 신들을 낳았지만:56 불의 신 가구쓰치를 낳던 이자나미가 가구쓰치의 불의 기운에 의해 타 죽어:58 이즈모와 호키의 경계에 위치한 히바노야마)에 매장되었다. 이자나기는 가구쓰치를 죽이고 이자나미를 찾아 황천으로 떠났다. 하지만 이자나미는 이미 황천의 음식을 먹어, 이자나기는 이자나미를 이승으로 데려갈 수 있는 기회를 놓쳐 이자나미 또한 흉하게 변해버렸고, 경악한 이자나기는 도망쳤다.:58 황천에서 도망친 이자나기는 게카레를 피하면서 미조기(禊)라는 의식을 치렀다. 이 때에도 여러 신들이 태어났는데 왼쪽 눈을 씻으면서 태어난 신이 태양의 신 아마테라스, 오른쪽 눈을 씻으면서 태어난 신이 달의 신 쓰쿠요미, 코를 씻으면서 태어난 신이 폭풍의 신 스사노오였다.:60~61:16~42

### 아마테라스와 스사노오
성격이 드셌던 스사노오는 이자나미가 있는 저승에 가고 싶을 때마다 울부짖어 폭풍을 일으켰기 때문에, 천지에 막대한 피해를 끼쳤다. 그리고 그 피해는 아마테라스에 의해 다스려지던 다카마가하라에까지 닿았다. 아마테라스는 스사노오가 다카마가하라를 빼앗으려 하는 것으로 오해하고는 활과 화살을 들고 스사노오를 맞이하였는데, 스사노오는 아마테라스의 오해를 풀기 위해 자신이 지니고 있던 물건에서 신을 만들어내어 자신에 대한 결백을 증명하였다. 그러자 아마테라스는 스사노오를 용서했지만:44~49, 스사노오가 다카마가하라에서 난동을 피우자 아마테라스는 아마노이와토라는 동굴에 숨어버려:62 세상은 어둠 속에 잠기었고 신들은 곤란에 빠졌다. 그러나 여러 신들의 지혜로 아마테라스는 분노를 풀고 동굴에서 나왔고, 스사노오는 그 책임을 물어 인간 세상으로 추방되었다.:64:52~59

### 이즈모 신화
인계로 추방된 스사노오는 이즈모노쿠니에 강림하였다. 그리고 괴수 야마타노오로치를 죽여 구시나다히메와 결혼한다.:66:64-70 스사노오의 자손인 오쿠니누시는 스세리히메 (스사노오의 딸)과 결혼하여 스쿠나비코나와 아시하라나카쓰쿠니를 만들었다.:71·51

### 아시하라나카쓰쿠니 평정
아마테라스를 비롯, 다카마가하라에 있던 여러 신들은 아시하라나카쓰쿠니를 지배할 존재는 오로지 아마테라스의 자손이라고 하여, 몇명의 신을 이즈모에 내려보내었다.:110~120 오쿠니누시의 아들인 고토시로누시, 다케미나카타노카미가 덴진가미가 되면 오쿠니누시도 자신을 위한 궁전 건설을 해주는 조건으로 자신의 나라를 양보할 것을 약속하였다. 이 궁전은 후일 이즈모타이샤가 된다.:72:128·131~132
아마테라스의 자손인 니니기가 아시하라나카쓰쿠니 평정 임무를 받아 휴가에 강림하였다.:138·150 니니기는 고노하나노사쿠야비메와 결혼하였다.

## 참고 문헌
- 이노우에 노부타카 (1998년), 《신토-일본 출신의 종교 시스템》, 신요샤
- 우에다 마사아키 (2007년), 《세계대백과사전》, 헤이본샤
- 도베 도미오, 《일본 신화》

## 같이 보기
- 가미
- 카무이
- 오오카미
- 칠복신
- 포창신
- 일본의 불교
- 신토
- 요괴
- 유령